# عملية جسر الموت
عملية جسر الموت هي عملية مشتركة بين سرايا القدس وكتائب شهداء الأقصى حدثت في عام 2005 قبل انسحاب الاحتلال الصهيوني من قطاع غزة بأيام.
وحدثت العملية من قبل طارق ياسين أحد استشهاديين كتائب شهداء الأقصى ويحيى أبو طه أحد استشهاديين سرايا القدس وانطلاقا الاستشهاديين من مدينة رفح وحدثت العملية في كيسوفيم.

## تفاصيل العملية
حدثت العملية في تاريخ 23 يوليو من عام 2005 وتدربا الاستشهاديين قبل العملية بأيام جيدا وفي يوم العملية انطلاقا من مدينة رفح وعندما وصلا الموقع اشتبكا مع عربية جيب كانت تنقل جنود واستمرت العملية من الساعة 12:10 حتى فجر اليوم الثاني.